# Nicolás Castro (calciatore 2000)
Nicolás Federico Castro (Rafaela, 1º novembre 2000) è un calciatore argentino, centrocampista del Toluca.

## Caratteristiche tecniche
È un centrocampista centrale, che può giocare anche da trequartista. Molto bravo nei passaggi, riesce anche a segnare gol da calci piazzati grazie ad un gran tiro da lontano.

## Carriera

### Newell's Old Boys
Cresciuto nel settore giovanile del Newell's Old Boys, ha debuttato in prima squadra il 26 novembre 2019 disputando l'incontro di Superliga perso 1-0 contro l'Argentinos Juniors.

### Genk
Il 19 luglio 2022, passa a titolo definitivo al Genk per 6 milioni e mezzo di euro, con cui firma fino al 2027.

## Statistiche
Statistiche aggiornate al 19 luglio 2022.

### Presenze e reti nei club
| Stagione        | Squadra           | Campionato      | Campionato | Campionato | Coppe nazionali | Coppe nazionali | Coppe nazionali | Coppe continentali | Coppe continentali | Coppe continentali | Altre coppe | Altre coppe | Altre coppe | Totale | Totale | Totale |
| Stagione        | Squadra           | Comp            | Pres       | Reti       | Comp            | Pres            | Reti            | Comp               | Pres               | Reti               | Comp        | Pres        | Reti        | Pres   | Reti   |        |
| --------------- | ----------------- | --------------- | ---------- | ---------- | --------------- | --------------- | --------------- | ------------------ | ------------------ | ------------------ | ----------- | ----------- | ----------- | ------ | ------ | ------ |
| 2019-2020       | Newell's Old Boys | PD              | 3          | 0          | CA              | 0               | 0               |                    | -                  | -                  |             | -           | -           | 3      | 0      |        |
| 2020-2021       | Newell's Old Boys | PD              | 22         | 5          | -               | 0               | 0               |                    | -                  | -                  |             | -           | -           | 22     | 5      |        |
| 2021-2022       | Newell's Old Boys | PD              | 2          | 0          | CA              | 0               | 0               |                    | -                  | -                  |             | -           | -           | 2      | 0      |        |
| Totale carriera | Totale carriera   | Totale carriera | 27         | 5          |                 | 0               | 0               |                    | 0                  | 0                  |             | -           | -           | 27     | 5      |        |